# Joh-eun saram iss-eumyeon sogaesikeojwo
Joh-eun saram iss-eumyeon sogaesikeojwo (좋은 사람 있으면 소개시켜줘?), noto anche con il titolo internazionale A Perfect Match, è un film del 2002 diretto da Mo Ji-eun.

## Trama
Hyo-jin è un'impiegata presso un'agenzia che si occupa di trovare l'anima gemella; la ragazza tuttavia non ha avuto alcuna esperienza romantica.